# Livoberezjna (metrostation)
Livoberezjna (Oekraïens: Лівобережна, ⓘ) is een station van de metro van Kiev. Het station maakt deel uit van de Svjatosjynsko-Brovarska-lijn en werd geopend op 5 november 1965. Het metrostation bevindt zich in het stadsdeel Dnipro op de oostelijke oever van de Dnjepr. De naam van het station betekent "Linkeroever".
Station Livoberezjna bevindt zich op een viaduct boven het verkeersplein waar de Brovarskyj prospekt (Brovarylaan) en de Voelytsja Maryny Raskovoji elkaar kruisen. Het eilandperron is overdekt met een betonnen overkapping. De uitgang leidt naar een tunnel onder de sporen en de naastgelegen hoofdweg.